# (13564) Kodomomiraikan
(13564) Kodomomiraikan est un astéroïde de la ceinture principale.

## Description
(13564) Kodomomiraikan est un astéroïde de la ceinture principale. Il fut découvert le 19 octobre 1992 à Kitami par Masayuki Yanai et Kazuro Watanabe. Il présente une orbite caractérisée par un demi-grand axe de 2,24 UA, une excentricité de 0,16 et une inclinaison de 3,6° par rapport à l'écliptique.

## Compléments